# Trentepohlia (Paramongoma) manca
Trentepohlia (Paramongoma) manca is een tweevleugelige uit de familie steltmuggen (Limoniidae). De soort komt voor in het Neotropisch gebied.